# Parc Saint-Clair
Le parc Saint-Clair est un parc de l'agglomération lyonnaise situé dans le quartier Saint-Clair dans la commune de Caluire-et-Cuire près de Lyon. D'une surface de 4 ha, le parc est bordé par le Rhône sur toute sa longueur, et il est ceint à l'est par le périphérique nord.
Sa réalisation a été confiée au paysagiste Allain Provost. 